# Nikola Rebić
Nikola Rebić (en serbio, Никола Ребић, Belgrado, 1 de septiembre de 1989) es un baloncestista serbio que actualmente forma parte del Büyükçekmece Basketbol de la BSL turca. Con 1,88 metros de estatura, juega en la posición de base.

## Trayectoria deportiva

### Profesional
Comenzó su andadura en las categorías inferiores del Estrella Roja, firmando su primer contrato profesional en febrero de 2013, siendo cedido hasta final de temporada al KK FMP, donde jugó 23 partidos de la liga serbia, promediando 6,3 puntos y 1,9 asistencias.
Desde entonces ha ganado en dos ocasiones la liga, la copa de su país y la ABA Liga.
El 24 de diciembre de 2020, firma por el Nanterre 92 de la Pro A francesa, tras comenzar la temporada en las filas del AS Mónaco Basket.
El 4 de julio de 2021, firma por el Mitteldeutscher BC Weißenfels de la Basketball Bundesliga.

### Selección nacional
Ha sido un habitual en las categorías inferiores de la selección serbia, ganando la medalla de oro en el Europeo Sub-20 disputado en Italia en 2015, además de sendas medallas de bronce en la edición de 2014 de Grecia y en el Europeo sub-18 de 2012 celebrado en Lituania.